# 309-й окремий інженерно-технічний батальйон (Україна)
309-й окремий інженерно-технічний батальйон (309 ОІТБ, пп В1527) — підрозділ інженерних військ у Сухопутних військах Збройних сил України. Дислокується у місті Самбір на Львівщині. Входить до складу 48-ї інженерної бригади.

## Історія
Станом на листопад 2016 року, 309-й батальйон понад два роки без ротацій виконував завдання у зоні бойових дій на Донеччині та Луганщині.

## Командування
- (2014—2015) майор Теплий Олександр Романович[джерело?]

## Втрати
- Басараб Олег Васильович, сержант, 20 вересня 2015[3]
- Лужецький Володимир Миколайович, молодший сержант, 8 липня 2018[4]
- Блінчук Богдан Володимирович, старший солдат, 29 липня 2018[5]

## Вшанування
У вересні 2016 року митрополит Київський і всієї України Стефан (Негребецький) нагородив церковними відзнаками «Спаси і Сохрани» 25 військовослужбовців батальйону. Ці медалі від імені Апостольської Православної Церкви в Україні почесно вручив старший капелан Духовного Управління Капеланів, священнослужитель Володимир (Караєв).